# Akal
Akal este un grup de companii din Turcia, parte a grupului Akkok care cuprindea 24 de companii și un total de 10.000 de angajați în anul 2002.

## Akal în România
Grupul este prezent în România, din anul 1998, când a început să importe fire din Turcia.
În anul 2002, Akal deținea deja cinci fabrici de textile în România, în care lucrau 2.500 de angajați.

### Akrom Akal
Fabrica Akrom Akal din Suceava a fost construită în urma unei investiții de 20 de milioane de dolari, pe ruinele vechii societăți „Integrate”.
Și-a început activitatea în octombrie 2000.
În august 2002, fabrica Akrom Akal avea 900 de angajați și producea 30 de tone de fire pe zi.
Societatea producea fire acrilice și combinații de lână, vâscoză și bumbac.
În anul 2006, Akrom Akal era unul dintre cei mai mari producători de textile din România, alături de Rosko Textil și Rifil Săvinești.
În anul 2007, fabrica a fost închisă, iar pe terenul fostei fabrici a început construcția unui centru comercial pentru firma Arabesque, cel mai mare furnizor de materiale de construcții și finisaje din România.
Număr de angajați:
- 2006: 177 [7]
- 2002: 900 [1]

Cifra de afaceri:
- 2005: 19,1 milioane euro [2]
- 2004: 12,5 milioane euro [2]